# Kālāmukha
Kālāmukha (o anche Kālamukha) (dal sanscrito "faccia nera") è il nome di una tradizione religiosa shivaita estranea sia alle tradizioni vediche che puraniche, fiorita in India fra il IX e il XIII secolo e.v.

## Generalità
I Kālāmukha, dei quali si ha notizia da fonti epigrafiche, si possono considerare appartenere all'ordine dei Lākula, altra tradizione shivaita originatasi in seno al movimento dei Pāśupata. La tradizione si espanse soprattutto nel Karnataka, regione del sud del subcontinente indiano. E qui, intorno al XIII secolo, essa fu rimpiazzata dai Liṅgāyat, tradizione tuttora in auge.
Come i Pāśupata e i Lākula, i Kālāmukha erano asceti. Essi preferivano infatti pratiche non ortodosse, quali cospargersi il corpo di ceneri di cadaveri o letame di vacca, o fare uso di bevande alcoliche. Pur essendo asceti, i Kālāmukha avevano templi propri ed erano organizzati in ordini monastici. La divinità principale era Rudra, l'antico Shiva vedico, l'"urlante", il Dio selvaggio dalla pelle scura.
Il nome, kālāmukha, è composto da kāla ("nero") e mukha ("faccia"): il nome deriverebbe dal tilaka di colore nero che gli adepti adoperavano come segno di distinzione o voto. Kāla è comunque anche appellativo di Rudra.